# Diyarbakır Kayapınar Belediyespor
Diyarbakır Kayapınar Belediyespor is een sportclub opgericht in 1986 te Kayapınar, een gemeente in de provincie Diyarbakır, Turkije. De clubkleuren zijn rood en groen. De thuisbasis van de voetbalclub is het Diyarbakır Ilçestadion.
Diyarbakır Kayapınar Belediyespor heeft nooit in de Süper Lig gevoetbald en ook heeft de club geen grote resultaten neergezet in de Turkse Beker.